# Opilano

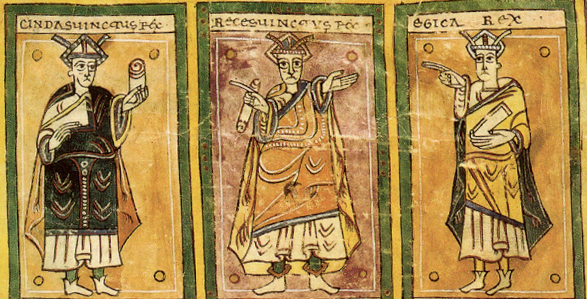
Reyes visigodos (Chindasvinto, Recesvinto y Égica) según el Códice Vigilano.

Opilano u Opila, fue un noble visigodo de la Antigüedad tardía, nacido en torno al año 596 y 
que vivía en lo que hoy es Villafranca de Córdoba hacia 642. 
Destacó por sus servicios militares, a las órdenes del rey godo Chindasvinto, en sus luchas contra los Vascones.
Primer aristócrata conocido y primer personaje destacado de la historia de Villafranca de Córdoba, su muerte fue consecuencia de la heridas recibidas en un combate en territorio vascón, el día antes de los idus de septiembre (12 de septiembre) de 642. Su cuerpo malherido fue trasladado hasta su tierra natal, donde fue enterrado con honores heroicos, y cubierto con una losa en la cual se grabaron, resumidas, sus hazañas. Esto tuvo lugar en la Era de 680, esto es, en el año 642 d. C., siendo la fecha de su sepelio el día seis de los idus de Octubre (10 de octubre).
Pocos detalles más se conocen de las aventuras de este noble guerrero, pues todo lo que de él se sabe es lo que contenía su epitafio en verso, hallado en abril de 1820 cubriendo un sarcófago, los cuales habrían sido encontrados rodeados de otros enterramientos en un olivar, situado al parecer en el pago o lugar de Los Mugrones según el historiador cordobés, Luis María Ramírez de las Casas Deza.
La dualidad del nombre, una veces citado como Opila y otras como Opilano, pudo deberse quizá a la influencia de la mención hecha en la famosa carta de San Eulogio, mártir de Córdoba, en la cual se hacía referencia al que se considera el primer prelado de la catedral románica de Pamplona (Navarra), antecesor de Wilesindo, llamado Opilano.
Este personaje histórico no ha caído en el olvido, gracias a que se ha difundido su nombre y su existencia histórica, por el Ayuntamiento de Villafranca de Córdoba, nombrando una calle en su memoria.